# NGC 3818
NGC 3818 este o galaxie eliptică situată în constelația Fecioara. A fost descoperită în 5 martie 1785 de către William Herschel. Se află la o distanță de 36,31 de megaparseci de Pământ.